# Франс Мазерель
 Франс Мазерель (фр. Frans Masereel, 31 липня 1889, Бланкенберг, Бельгія — 3 січня 1972, Авіньйон, Франція) — художник і відомий графік XX століття.

## Ранні роки й навчання
Народився в містечку Бланкенберг. Вже у 1896 році батьки переїхали до міста Гент. Франс навчався в школі, а потім в Акадедії мистецтв міста Гент, де опановував живопис і створення гравюр на дереві. Його перший вчитель — Ян Делвін. За порадою професора Делвіна майбутній художник береться за вивчення реального життя і мандрує. Подорожував по територіях близьких Німеччині, французькій Бретані, був у Тунісі, приїздив у Париж і Лондон. Повернення в Бельгію, розбурхану 1-ю світовою війною, спонукало до вимушеної втечі і він перебрався в Швейцарію у 1915 р.

## Гент

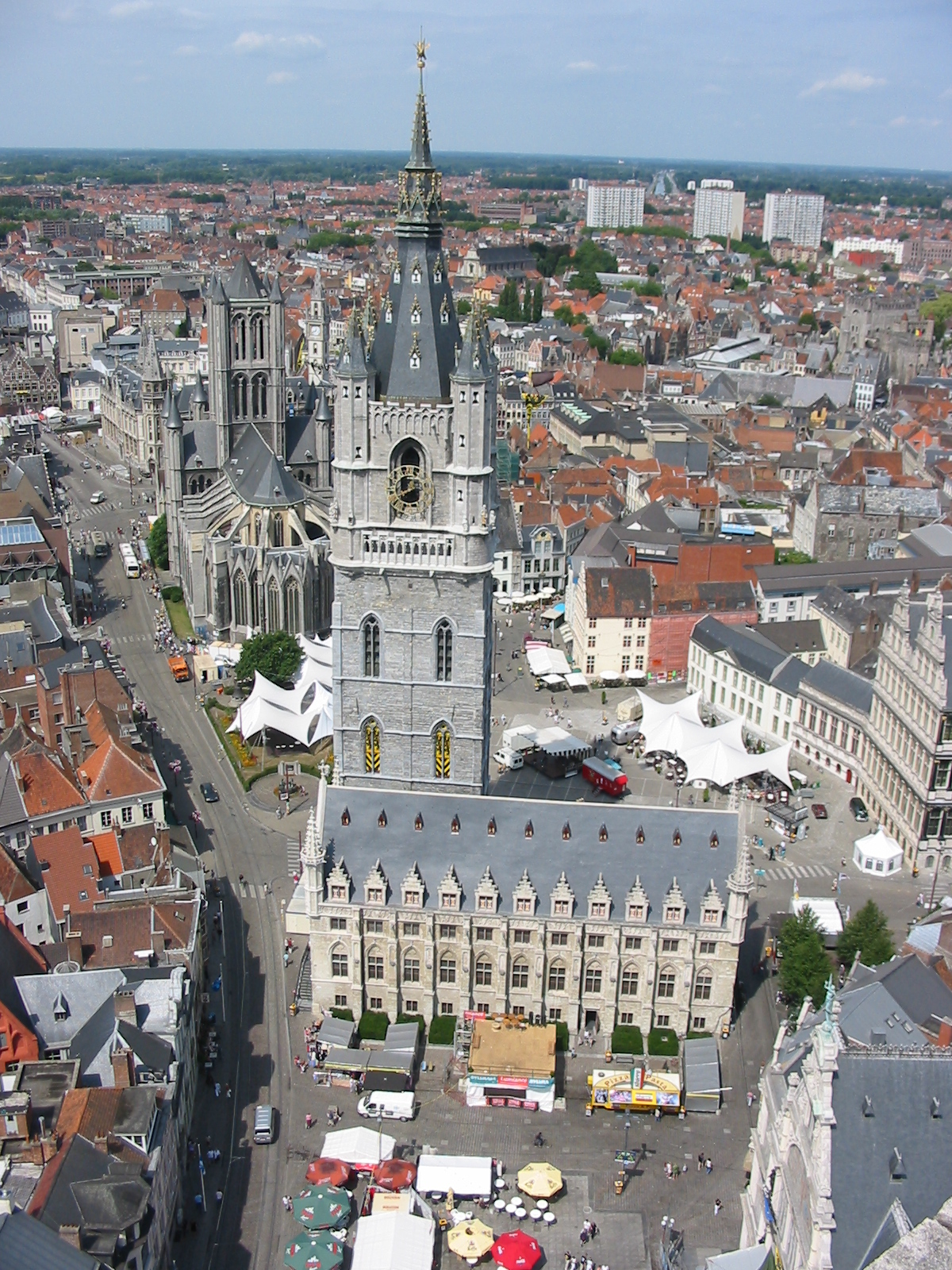
Собор Св.Бавона, готика
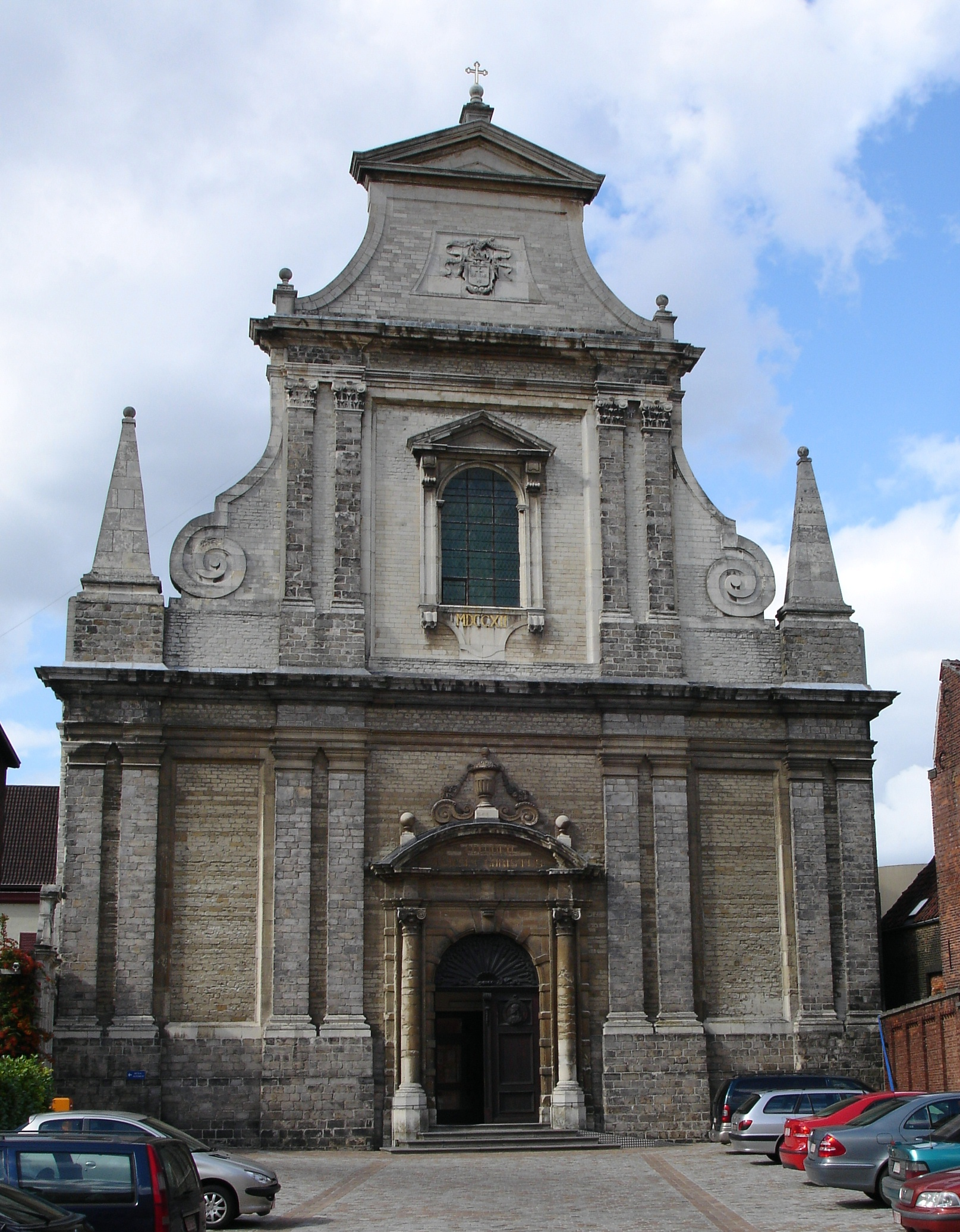
Церква кармелітів, бароко
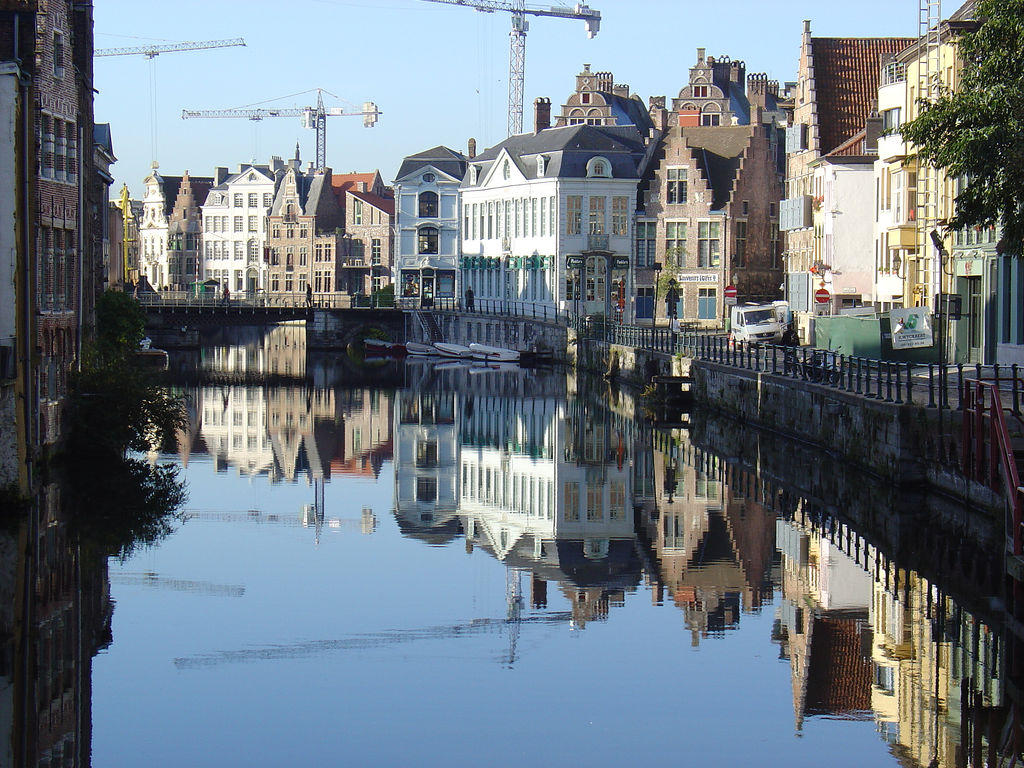
Будинки біля Гранд каналу

## Журнал «Аркуш»
Значною подією в житті і творчості Мазереля була праця в журналі «Аркуш» («La Feuille»), що виходив в Женеві та мав антивоєнне спрямування. Ромен Роллан згадував :
| Ліві лапки | Наша кривава доба ховає за завісою героїки і ідеалізму велику жорстокість, блюзнірство, потребує гнівного викриття, як у Дом'є чи Гойї. До них слід додати і Мазереля. Його малюнки, які щоденно з'являлись в газеті «La Feuille» — крик болю і праведного гніву, який виправдають в майбутньому. | Праві лапки |

Для цього видання художник створив близько 1 000 малюнків. Тоді і виробилася особлива графічна манера художника — узагальнення, майже плакатність, відбір небагатьох деталей, оперування великими чорно-білими площинами. Вони споріднені з карикатурами, але виконані не тонкими лініями, а великими штрихами і плямами. Художнику часто досить грубуватого натяку на тему і глядачу усе стає зрозумілим. Більшість малюнків трагічні за темами, адже засуджували схвалення війни, убивства, відсутність конструктивних пошуків для виходу з війни.

## Графічні цикли
В період між двома війнами Мазерель створив декілька графічних циклів. Вони були надруковані як книги, але мали лише графічні відбитки без тексту. Малюнки, близькі до невеличких плакатів за формою, були і так добре зрозумілими, але не нагадували сучасні комікси.
- «Мертві, повстаньте!» (1917 р.) як нагадування про загиблих у імперіалістичній війні.
- «Мій часослов» (1919), де сумне межує з веселим (аркуші «Політичне зібрання», «Прання», «Схід сонця»)
- «Місто» (1925)
- «25 картин людських страстей» (1918), де подав історію життя молодого робітника, його пошуки себе і свого місця в жорстокому суспільстві, важкий труд і злидні, навчання, любов, його політичну діяльність і смерть.
- «Ідея»
- «Від чорного до білого» (1939)
- Трагічні події 2-ї світової війни відбилися в цилі «Долі» (1943)
- Надії на краще, сподівання, що життя оновлять нові покоління після війни 1939—1945 років присутні в циклі «Юність» (1948)
- «Се людина» (1949)
- «Наша доба» (1952)

- Дещо винятком стоїть графічний цикл «Моя країна», що присвячений містам Бельгії. («Місто Остенде», «Місто Шарлеруа» тощо). Створення циклу стало можливим після визнання митця на батьківщині. У 1951 році його нарешті обрали членом Королівської академії в Бельгії, коли той отримав престижне Гран Прі в Венеції.

## Міжнародне визнання
У 1950 р. Мазерель отримав Гран Прі 25-го фестиваля графіки в Венеції. Адже він автор світлин до багатьох літературних творів і станкової графіки. Його графіка на сторінках
- «Гамлета» Шекспіра
- «Жерміналь» Золя
- «Скутого Прометея» Есхіла
- «Старого і море» Хемінгуея тощо.

## Живопис
З 1923 року Мазерель починає систематично займатися живописом. На відміну від гнівної чи філософськи сумної газетної чи станкової графіки, живопис Мазереля спокійніший, життєствердний. Він і в живопис переніс товсті контури, великі мазки, узагальнення і натяк на деталі. Колорит трохи штучний, в межах небагатьох, але приємних фарб. Приємні і сюжети, що дивним чином нагадують зразки класичного живопису, незважаючи на модернову, грубувату художню манеру. Серед них
- «Жінка в дюнах»
- «Матрос»
- «Зелені штори»
- «Дівчина зі снопом»

Брався Мазерель і за створення портретів («Жюль Суперв'єль», «Ромен Роллан», «Роже Мартен Дюгар»). Неможливість виставляти свої картини в Бельгії спонукала до виставок в Парижі. Але ясне реалістичне забарвлення полотен Мазереля не знаходило відгуку в мистецькому середовищі столиці Франції, де правили бал майстри паризької школи. Успіху виставки Мазереля не мали, тоді як графік він був вже добре знаний.

## Космополітичний Мазерель і суспільство
Мазерель походить з забезепеченої фламандської родини і його творчість відносять до мистецтва Бельгії 20 століття. Але він типовий західноєвропейський космополіт, що не жив постійно в Бельгії. Серед міст, де жив і працював Мазерель — Ніцца, Женева, Париж, Саарбрюкен, Валлоріс, Авіньйон, де він і помер. Його зовнішня біографія не багата на значні події, які збагачені лише подорожами, мистецькими звершеннями, закордонними виставками.
Сам Мазерель мав потяг до міст, до нової урбанізації, до трагічного протистояння природи, людини і суспільства. Суспільство в Бельгії добре зрозуміло пафос творів Мазереля і довго вважало його відступником, майже єретиком. Мазерель пізно отримав визнання на Батьківщині.
Уява про нього як про графіка — досить хибна. Він також автор картонів для мозаїк в Метлаху, професор в Художньо-промисловому училиці Саарбрюкена, займався керамікою, театрально-декораційним мистецтвом.